# Hunt for the Wilderpeople
Hunt for the Wilderpeople és una pel·lícula d'aventures i comèdia dramàtica de Nova Zelanda del 2016 escrita i dirigida per Taika Waititi, el guió de la qual es va basar en el llibre Wild Pork and Watercress de Barry Crump. Sam Neill i Julian Dennison interpreten l'"oncle" Hector i Ricky Baker; una figura paterna i un fill adoptiu que es converteixen en l'objectiu de caça d'home després de fugir al bush de Nova Zelanda. Carthew Neal, Leanne Saunders, Matt Noonan i Waititi van produir la pel·lícula.
Es va estrenar al Festival de Cinema de Sundance de 2016 el 22 de gener d'aquest any. I a Nova Zelanda el 31 de març de 2016. Va rebre una estrena limitada a Amèrica del Nord el 24 de juny de 2016. Va rebre elogis de la crítica, amb molts crítics destacant les actuacions i la química de Dennison i Neill. Ha estat subtitulada al català.

## Producció
Waititi va començar a adaptar el llibre Wild Pork and Watercress l'any 2005, i va completar diversos esborranys diferents. Els primers esborranys es van mantenir fidels al llibre. Tanmateix, les versions posteriors se'n van apartar de diverses maneres. Julian Dennison va ser seleccionat per Waititi a partir de treballs anteriors que van fer junts en un comercial.
El film tenia un pressupost d'aproximadament 4,5 milions de dòlars neozelandesos, dels quals 2 milions provenien de la Comissió de Cinema de Nova Zelanda.
La pel·lícula es va rodar durant cinc setmanes, en llocs com l'altiplà central i les serres de Waitākere. Gairebé tota la pel·lícula es va rodar amb una sola càmera.

## Música
La banda sonora va ser composta per Moniker i va ser llançada el 8 d'abril de 2016 per Majestical Pictures Ltd. Totes les cançons originals van ser escrites i interpretades per Moniker tret que s'especifiqui.
| Núm.          | Títol | Durada |
| ------------- | --- | ------ |
| 1.            | «Makutekahu» (Vocals per Pepe Becker, Anna Sedcole, Phillip Collins, Robert Oliver)                                                                               | 2:09   |
| 2.            | «Ricky Runs» | 1:46   |
| 3.            | «Cloak of the Sky» | 2:58   |
| 4.            | «Ricky Baker Birthday Song» (Vocals per Rima Te Wiata i Julian Dennison)                                                                                          | 0:51   |
| 5.            | «Tupac» | 0:59   |
| 6.            | «Ricky Alone» | 1:10   |
| 7.            | «Ocean Blue» (Vocals per Moniker) | 2:26   |
| 8.            | «All the Nummiest Treats» | 1:36   |
| 9.            | «Hunting/Raindrops» | 2:37   |
| 10.           | «Are You Lost?» | 2:53   |
| 11.           | «Ancient Stones» | 1:10   |
| 12.           | «Horseriding» | 1:26   |
| 13.           | «Kahu's House» | 2:43   |
| 14.           | «Forest Spirit» | 4:14   |
| 15.           | «Majestical» | 2:52   |
| 16.           | «Crumpy» | 1:26   |
| 17.           | «Milestone 2 (Skux Life)» (Vocals per Moniker) | 2:57   |
| 18.           | «Sycamore» | 1:56   |
| 19.           | «Trifecta» (Co-escrita per Rima Te Wiata (com as R Te Wiata), Taika Waititi (com a T. Waititi), Julian Dennison (com a J. Dennison) i Sam Neill (com a S. Neill)) | 2:52   |
| Durada total: | Durada total: | 40:52  |